# Sicilienne (Fauré)
Pour les articles homonymes, voir Sicilienne.
Sicilienne, op. 78, est une œuvre de Gabriel Fauré composée en 1893.

## Présentation
Sicilienne est composé en mars 1893 à l'origine comme numéro d'une musique de scène pour Le Bourgeois gentilhomme. La partition autographe est écrite à quatre portées en vue d'une orchestration, en partie réalisée dans un autre autographe sous forme de bref interlude, « accompagnant peut-être l'une des entrées de ballet qui séparent chaque acte ». Il est à noter que dans cette première orchestration, le thème principal est présenté au hautbois (et non à flûte comme dans l'orchestration postérieure).
La musique de scène était destinée à des représentations de la pièce de Molière à l'Eden-Théâtre (ex Grand-Théâtre) de Paul Porel (qui avait initialement sollicité Camille Saint-Saëns, lequel, occupé à la composition de Phryné, prie son élève Fauré d'accepter la commande), mais le théâtre fait faillite et ferme ses portes ; l'œuvre de Fauré reste alors inachevée.
La pièce, une sicilienne, est ensuite transcrite par Gabriel Fauré pour violoncelle et piano en 1898 (datée « 16 avril 1898 »), et publiée dans cette version sous le numéro d'opus 78 par Metzler (Londres, 1898) et Hamelle (Paris, 1898), avec une dédicace à William Henry Squire.
La Sicilienne est aussi orchestrée (pour orchestre de chambre) par Charles Koechlin pour la musique de scène de Pelléas et Mélisande (de Maurice Maeterlinck, traduction anglaise de John William Mackail), donnée en première audition à Londres au Prince of Wales Theatre le 21 juin 1898 sous la direction de Fauré. Elle est ensuite insérée dans la suite d'orchestre de Pelléas et Mélisande, op. 80. Sous cette forme, elle est dédiée à Mme la Princesse Edmond de Polignac et publiée en 1901 par Hamelle. La suite est donnée en première audition (numéros 1, 2 et 4 : Prélude, Fileuse et Molto adagio (mort de Mélisande)) aux Concerts Lamoureux le 3 février 1901, puis en première audition complète (avec la Sicilienne en numéro 3) le 1er décembre 1912 à la Société des concerts du Conservatoire. La Sicilienne est entendue pour la première fois séparément aux Concerts Lamoureux le 26 décembre 1909 sous la direction de Camille Chevillard.
« Délicieuse » partition, la Sicilienne, en sol mineur, est d'une durée moyenne d'exécution de quatre minutes environ,.